# 133년

## 연호
- 후한(後漢) 양가(陽嘉) 2년

## 기년
- 후한(後漢) 순제(順帝) 8년
- 신라(新羅) 지마 이사금(祗摩泥師今) 22년
- 고구려(高句麗) 태조대왕(太祖大王) 81년
- 백제(百濟) 개루왕(蓋婁王) 6년

## 탄생
- 1월 30일 - 로마제국 19대 황제 디디우스 율리아누스